# Príncipe de Condé

Escudo de armas de la Casa de Condé desde 1546 hasta 1588.

Escudo de armas de la casa de Condé a partir de 1588.

Armas del heredero de la casa de Condé desde 1588 a 1830.

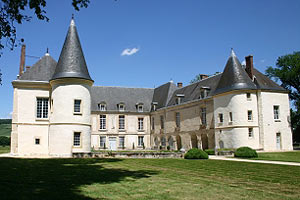
Château de Condé.

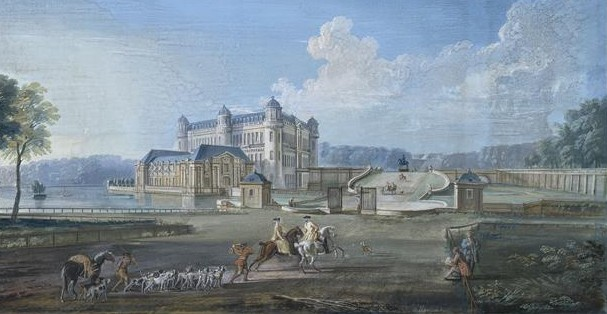
El château de Chantilly en los tiempos del gran Condé.

El título de príncipe de Condé (llamado así a raíz de la comuna de Condé-en-Brie, en el departamento de Aisne) fue un título nobiliario francés.

## Historia
La familia recibió su nombre de la pequeña finca Condé-en-Brie con el castillo de Condé en Champagne, que cambió de manos varias veces a lo largo de la Edad Media. A través del matrimonio de María de Luxemburgo (†1547), heredera de Pedro II de Luxemburgo-Saint-Pol, conde de Saint-Pol y de Brienne, con Francisco de Borbón, conde de Vendôme, (†1495), Condé finalmente entró en el 1487 propiedad de la casa de los Borbones. Ambos nietos fueron, entre otros, Luis de Borbón (*1530; †1569), hermano de Antonio de Borbón, uno de los líderes políticos y militares más importantes de los protestantes hugonotes en las guerras de religión del siglo XVI, y tío de Enrique IV de Francia, siendo su mentor, quien en 1589 fue el primer borbón en ascender al trono francés bajo el nombre de "Enrique IV".
Como una rama menor de la familia real, los príncipes de Condé disfrutaban de una considerable prominencia, siempre siendo considerados príncipes de sangre.

## Príncipes de Condé
1. Luis I de Borbón (d. 1569).
2. Enrique I de Borbón (r. 1569-1588).
3. Enrique II de Borbón (r. 1588-1646).
4. Luis II de Borbón El Gran Condé (r. 1646-1686).
5. Enrique III Julio de Borbón (r. 1686-1709).
6. Luis III de Borbón (r. 1709-1710).
7. Luis Enrique de Borbón (r. 1710-1740).
8. Luis José de Borbón (r. 1740-1818).
9. Luis Enrique de Borbón (r. 1818-1830).

Luis Enrique II solamente tuvo un hijo legítimo, el Duque de Enghien, que fue ejecutado en Vincennes en 1804, por órdenes de Napoleón. Sin otros hijos, hermanos o primos, la línea de los Borbón-Condé llegó a su fin con la muerte de Luis Enrique en 1830.

## Condes de Soissons y Dreux (Rama de Borbón-Soissons)
- Carlos de Borbón-Soissons (r. 1566-1612).
- Luis de Borbón-Soissons (r. 1604-1641).
- María de Borbón-Soissons (r. 1606-1692).

## Residencias Condé
Lista no exhaustiva de las posesiones que tuvo lugar en nombre propio o en feudo la Casa de Condé:
- El Palacio Condé (Hotel de Condé) era la casa parisina de la familia Condé situada en el VI distrito de París. Ésta fue demolida alrededor de 1780 para construir un teatro (Théâtre de l'Odéon).
- La esposa de Luis III de Borbón-Condé, Luisa Francisca de Borbón fue quien mandó a construir el Palacio Borbón, en París. La construcción se inició en 1722 y después de que se terminó, fue la residencia principal de los Borbón-Condés.
- Hotel de Borbón-Condé, en París.
- La Familia tenía dos propiedades fuera de París: El Château de Condé (1556-1624), en Condé-en-Brie, Aisne, que dejó de poseer en 1624. La otra residencia era el château de Chantilly (1643-1830). Este fue el lugar de residencia del Gran Condé, durante su exilio fuera de la Corte, y donde se le dio un recibimiento de honor a Luís XIV en 1671. La residencia fue confiscada durante la Revolución francesa y con el tiempo llegó a ser posesión del Rey Luis Felipe quien hizo entrega de la misma a su hijo menor Enrique de Orléans, el duque de Aumale.
- hôtel de Condé, en Montluel.
- Hôtel de Conti, utilizado en la actualidad por la Casa de la Moneda, en París.
- maison forte de Montherot, en Balan (siglo XVII).
- château de Vallery, en Vallery (1564-1740).
- château de Montrond, en Saint-Amand-Montrond.

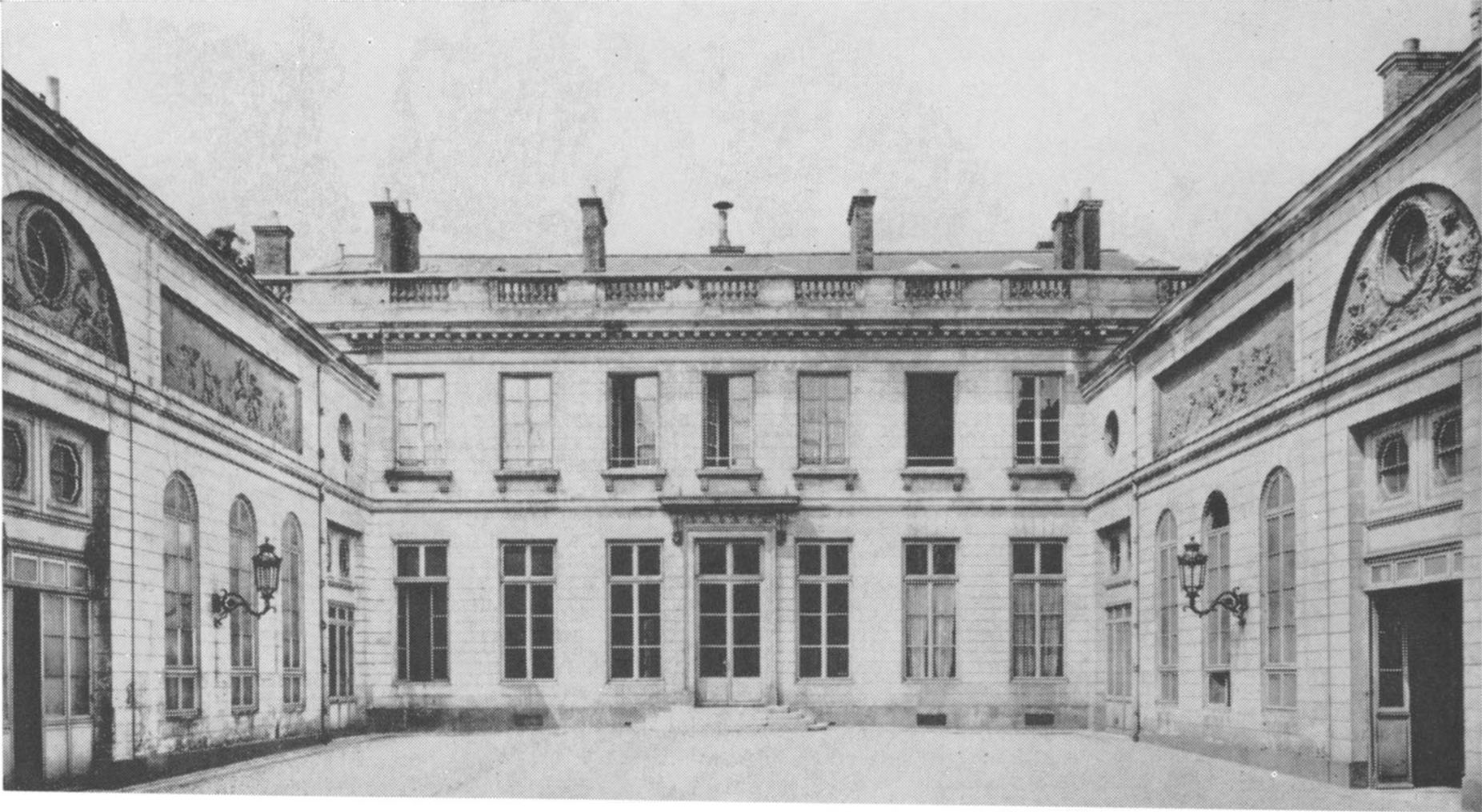
Fotografía del patio interior ( c. 1920)
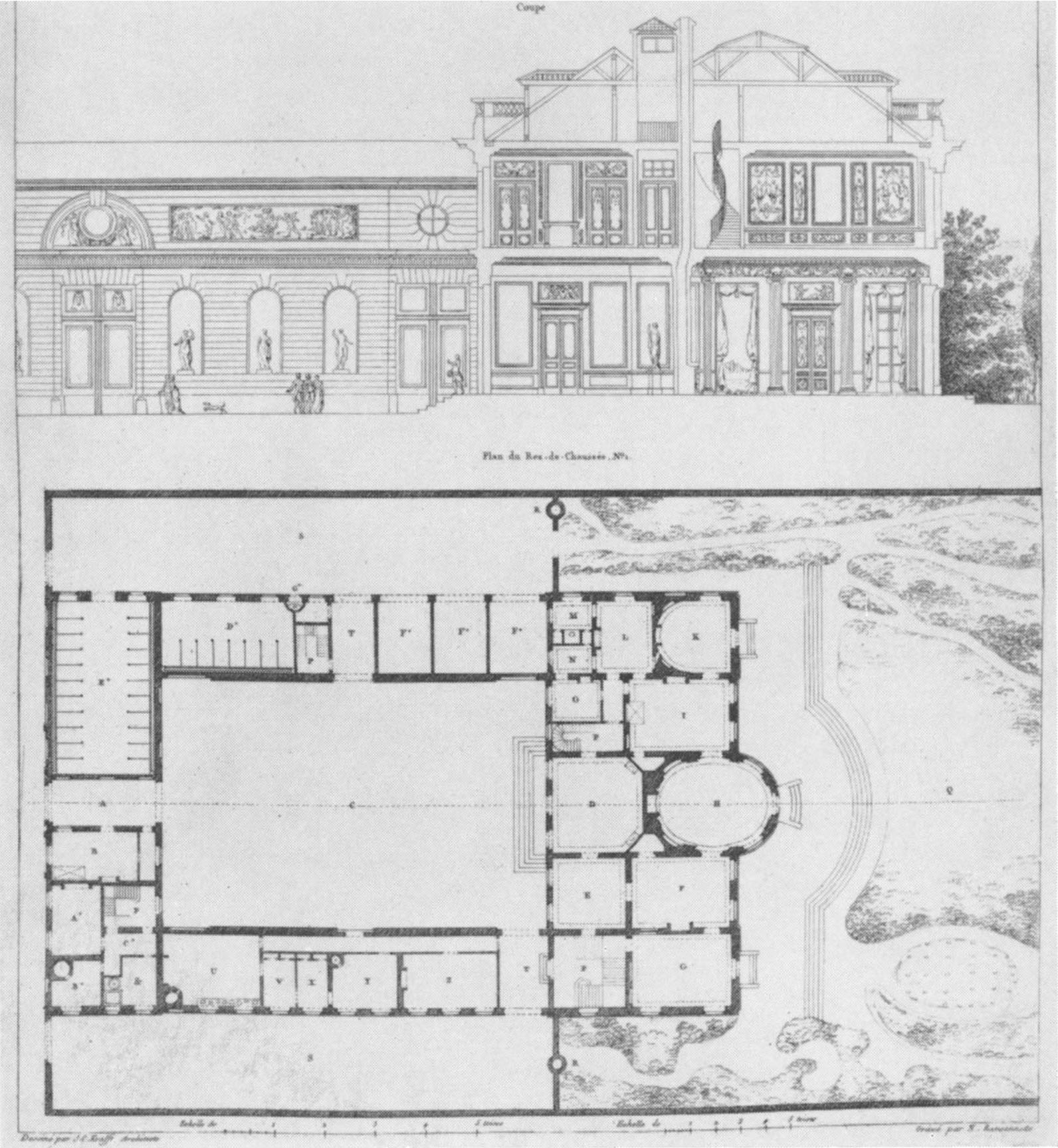
Alzado y planta. En el alzado, las esculturas que Clodion añadiría fueron "interpretadas de manera fantasiosa".[1] En el plano norte, se ve abajo; la rue Monsieur, a la izquierda; y el Boulevard des Invalides, a la derecha.
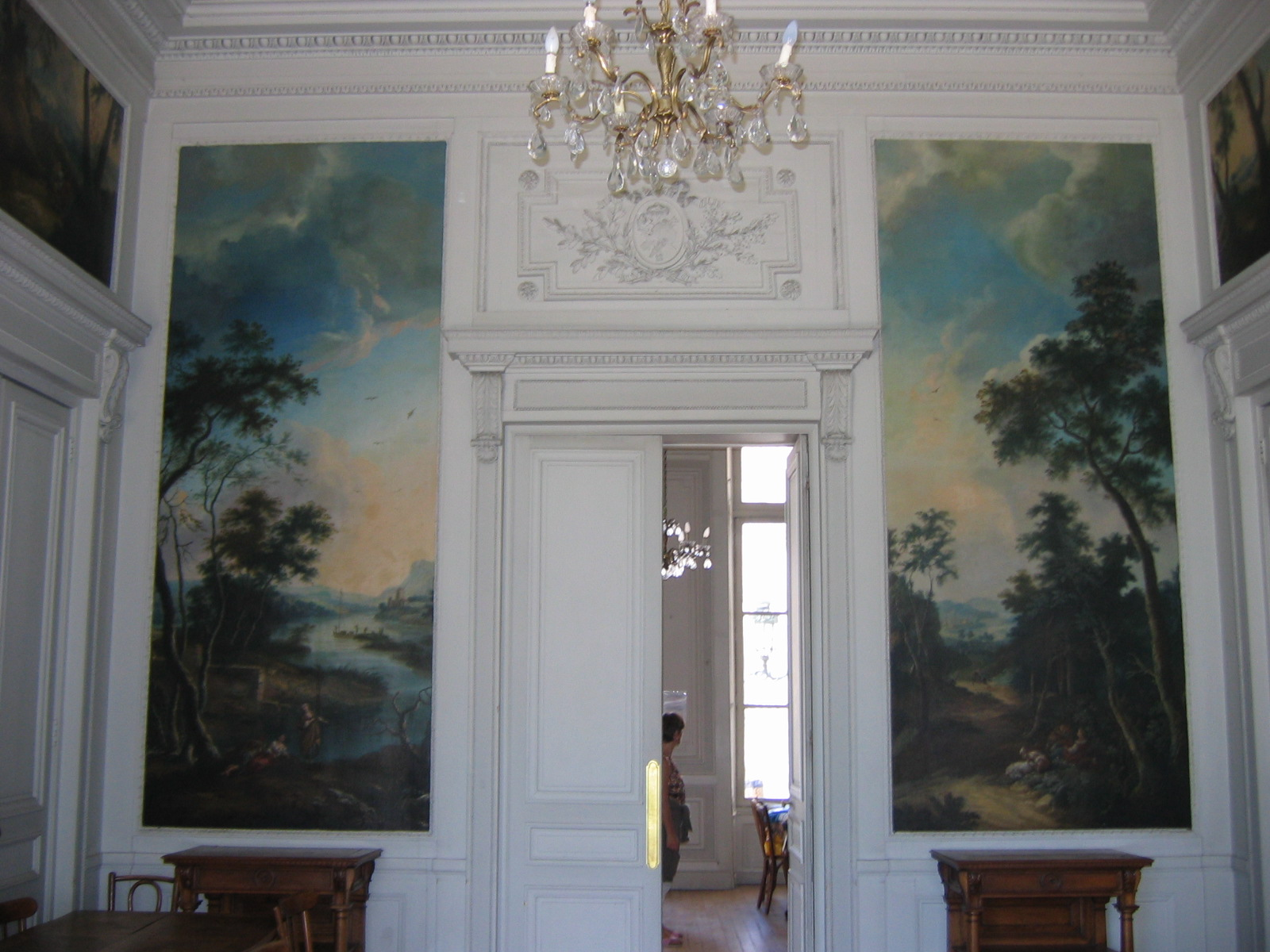
Interior.